# Tsang (gTsang)
Pour les articles homonymes, voir Tsang.

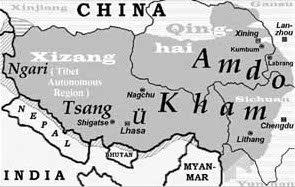
Superposition des régions tibétaines traditionnelles (Ngari, Tsang, Ü ; Kham ; Amdo) aux régions et provinces actuelles (Xizang ou région autonome du Tibet ; Sichuan ; Qinghai). En gris, régions aux populations tibétaines importantes.

Tsang (tibétain : གཙང, Wylie : gtsang, THL : tsang ; chinois simplifié : 后藏 ; chinois traditionnel : 後藏 ; pinyin : hòuzàng ; litt. « Zang arrière » (par opposition au Ü, 前藏, qiánzàng, « Zang avant »), est une division géographique et une région historique du Tibet dont la capitale était Samzhubzê (aujourd'hui, district urbain de la ville-préfecture de Shigatsé).
Avec Ü (tibétain : དབུས་་, Wylie : dbus, THL : ü), la région forme le Tibet central Ü-Tsang, l'une des trois régions tibétaines (cholka-sum), les deux autres étant celles du Kham et de l'Amdo. Selon les auteurs et le contexte, le Ngari est parfois associé à l'ensemble Ü-Tsang (et est donc inclus dans le cholka-sum sans constituer une région additionnelle), parfois traité séparément.

## Histoire
Langdarma, est le dernier empereur de l'empire du Tibet commencé en 629 et pratiquant la religion tibétaine bön et opposé au bouddhisme. Il se fait assassiner par un bhikshu (ermite et moine) bouddhiste en 841 ou 842. Ses enfants, Yumten et Ösung, se divisent alors le pouvoir, entraînant la chute de l'Empire.

### Ère de la fragmentation
Pendant l'ère de la fragmentation (847 - 1264). L'Ü-Tsang est en proie aux guerres fratricides. Les successeurs d'Ösung contrôlent ensuite le Ngari (qui deviendra le royaume de Gugé du Xe siècle au XVIIe siècle), tandis que ceux de Yumtän contrôle l'Ü.

### Empire mongol
Kubilai Khan intègre le Tibet à l'Empire mongol au sein de la dynastie Yuan, il fait placé Phagpa de l'église sakyapa au poste de dishi (précepteur impérial). Il contrôle le Tibet par cette église est une organisation en treize myriarchies, contrôlées par cette église. À la chute de la dynastie en 1368, les Tibétains chassent l'église sakyapa alliée des Mongols.

### Dynastie Rinpungpa
La région est  gouvernée de 1435 à 1565 par la dynastie Rinpungpa.

### Dynastie Tsangpa
La région est gouvernée de 1565 à 1642 par la dynastie Tsangpa, dont les rois tibétains sont partisans de l'église bouddhique Karmapa et au bön, religion traditionnelle tibétaine, et opposés à l'église bouddhique gélugpa.
En 1620 Karma Tenkyong Wangpo devient régent du Tsang, en succédant à son père, Karma Phuntsok Namgyal. Il s'empare de Lhassa, capitale de l'Ü, entre 1630 et 1636.

### Période du Ganden Phodrang
De 1642 à 1959, période du Ganden Phodrang, la région est gouvernée par différents régimes.
Güshi Khan, khan des mongols Qoshots, envahi la région et tue Karma Tenkyong Wangpo, le dernier roi Tsangpa avec ses ministres, Dronyer Bongong et Gangzukpaen en 1642 à Samdrubtsé (actuel district de Samdrubtsé, dans la ville-préfecture de Shigatsé), siège du Tsang. Il unifie le Tibet et place alors Lobsang Gyatso, le 5e dalaï lama, au pouvoir temporel et la capitale à Lhassa, dans l'Ü, l'église gelugpa dont le dalaï lama est le représentant devient l'école dominante. Les membres de l'église Karmapa sont chassés. Il s'ensuit des guerres entre les Dzoungars, des mongols oïrats installés dans l'actuel Xinjiang et les Qoshots pour contrôler la région.
Les Dzoungar après le contrôle de la région commencent à étendre leur pouvoir, pendant la guerre Dzoungar-Qing, jusqu'à la Mongolie. L'empereur mandchou Qianlong s'allie avec les Mongols de Mongolie-Extérieure et Mongolie-Intérieure et envoie les armées à Lhassa, puis extermine les Dzoungars et intègre le territoire de l'ancien Khanat dzoungar dans une nouvelle province qu'il nomme Xinjiang. Il crée en 1721 le Kashag, parlement local chargé de contrôlé le pays et établit deux ambans désignés par les Qing pour le contrôle du pouvoir du Tibet à Lhassa à partir de 1751.

### Invasion Gurkha
Depuis le royaume du Népal à lieu l'invasion du Tibet par les Gurkhas en 1788 et 1791.
En 1792, l'empereur Qing Qianlong envoie des armées depuis la province du Sichuan pour reprendre le contrôle des territoires. Après la reconquête, un traité de paix est signé à Betravati entre l'Empereur mandchou et Bahadur Shah. Le Tibet devient un protectorat de la Chine, 
À la suite de l'édit de 1792 nommé « Discours sur les lamas » il établie le tirage des dalaï-lamas par le système de l'urne d'or.

### Invasion britannique
Pendant la période 1903-1904, à lieu l'expédition militaire britannique au Tibet.